# Liga Campionilor EHF Feminin 2015-2016 - fazele eliminatorii
Acest articol descrie fazele eliminatorii ale Ligii Campionilor EHF Feminin 2015-2016.

## Echipele calificate
Echipele clasate pe primele patru locuri din fiecare grupă principală au avansat în fazele eliminatorii.
| Grupa | Locul 1                 | Locul 2           | Locul 3         | Locul 4       |
| ----- | ----------------------- | ----------------- | --------------- | ------------- |
| 1     | Rostov-Don              | Larvik HK         | Ferencvárosi TC | HCM Baia Mare |
| 2     | ŽRK Budućnost Podgorica | Győri Audi ETO KC | ŽRK Vardar      | CSM București |

## Sferturile de finală
Meciurile s-au jucat pe 31 martie–2 aprilie (turul) și 9–10 aprilie 2016 (returul). Cele patru echipe câștigătoare au avansat în Final Four.

### Partidele
| Echipa #1       | Total   | Echipa #2               | Tur     | Retur   |
| --------------- | ------- | ----------------------- | ------- | ------- |
| Rostov-Don      | 53 – 55 | CSM București           | 25 - 26 | 28 - 29 |
| Larvik HK       | 48 – 70 | ŽRK Vardar              | 20 - 34 | 28 - 26 |
| Ferencvárosi TC | 41 – 71 | Győri Audi ETO KC       | 18 - 31 | 23 - 40 |
| HCM Baia Mare   | 49 – 61 | ŽRK Budućnost Podgorica | 24 - 29 | 25 - 32 |

#### Tur
| 31 martie 2016 19:00 | CSM București        | 26 - 25 | Rostov-Don | Sala Polivalentă, București Asistență: 4.500 Arbitri: Pavićević, Ražnatović |
| 31 martie 2016 19:00 | Martín, Torstenson 5 | (11-12) | Ilina 9    | Sala Polivalentă, București Asistență: 4.500 Arbitri: Pavićević, Ražnatović |
| 31 martie 2016 19:00 | 1× 3×                | Cronica | 2× 3×      | Sala Polivalentă, București Asistență: 4.500 Arbitri: Pavićević, Ražnatović |

| 2 aprilie 2016 14:00 | HCM Baia Mare | 24 - 29 | Budućnost Podgorica | Sala Sporturilor Lascăr Pană, Baia Mare Asistență: 2.000 Arbitri: Jurinović, Mrvica |
| 2 aprilie 2016 14:00 | Pineau 7      | (10-17) | Neagu 8             | Sala Sporturilor Lascăr Pană, Baia Mare Asistență: 2.000 Arbitri: Jurinović, Mrvica |
| 2 aprilie 2016 14:00 | 1× 2×         | Cronica | 1× 3×               | Sala Sporturilor Lascăr Pană, Baia Mare Asistență: 2.000 Arbitri: Jurinović, Mrvica |

| 2 aprilie 2016 17:30 | ŽRK Vardar | 34 - 20 | Larvik HK | Sala Jane Sandanski, Skopje Asistență: 3.500 Arbitri: Florescu, Stoia |
| 2 aprilie 2016 17:30 | Penezić 8  | (16-9)  | Mørk 6    | Sala Jane Sandanski, Skopje Asistență: 3.500 Arbitri: Florescu, Stoia |
| 2 aprilie 2016 17:30 | 4× 3×      | Cronica | 2× 3×     | Sala Jane Sandanski, Skopje Asistență: 3.500 Arbitri: Florescu, Stoia |

| 2 aprilie 2016 15:00 | Ferencvárosi TC     | 18 - 31 | Győri Audi ETO KC      | Főtáv FTC Kézilabda Aréna, Budapesta Asistență: 2.498 Arbitri: Madsen, Mortensen |
| 2 aprilie 2016 15:00 | Pena, Szucsánszki 4 | (12-17) | Amorim Taleska, Løke 6 | Főtáv FTC Kézilabda Aréna, Budapesta Asistență: 2.498 Arbitri: Madsen, Mortensen |
| 2 aprilie 2016 15:00 | 5× 3×               | Cronica | 2× 3×                  | Főtáv FTC Kézilabda Aréna, Budapesta Asistență: 2.498 Arbitri: Madsen, Mortensen |

#### Retur
| 9 aprilie 2016 17:00 | Rostov-Don | 28 - 29 | CSM București    | Dvoreț Sporta, Rostov-pe-Don Asistență: 3.400 Arbitri: Krkacev, Kolevski |
| 9 aprilie 2016 17:00 | Ilina 8    | (11-16) | Rodrigues Belo 7 | Dvoreț Sporta, Rostov-pe-Don Asistență: 3.400 Arbitri: Krkacev, Kolevski |
| 9 aprilie 2016 17:00 | 1× 3×      | Cronica | 4× 3×            | Dvoreț Sporta, Rostov-pe-Don Asistență: 3.400 Arbitri: Krkacev, Kolevski |

| 9 aprilie 2016 17:00 | Győri Audi ETO KC | 40 - 23 | Ferencvárosi TC | Audi Aréna, Győr Asistență: 5.027 Arbitri: Alpaidze, Berezkina |
| 9 aprilie 2016 17:00 | Løke 7            | (22-10) | Hornyák 6       | Audi Aréna, Győr Asistență: 5.027 Arbitri: Alpaidze, Berezkina |
| 9 aprilie 2016 17:00 | 4× 3×             | Cronica | 7× 3×           | Audi Aréna, Győr Asistență: 5.027 Arbitri: Alpaidze, Berezkina |

| 10 aprilie 2016 15:30 | Larvik HK | 28 - 26 | ŽRK Vardar  | Arena Larvik, Larvik Asistență: 3.000 Arbitri: Erdoğan, Özdeniz |
| 10 aprilie 2016 15:30 | Mørk 7    | (11-13) | Radičević 7 | Arena Larvik, Larvik Asistență: 3.000 Arbitri: Erdoğan, Özdeniz |
| 10 aprilie 2016 15:30 | 2× 3×     | Cronica | 4× 3× 1×    | Arena Larvik, Larvik Asistență: 3.000 Arbitri: Erdoğan, Özdeniz |

| 10 aprilie 2016 19:00 | Budućnost Podgorica | 25 - 32 | HCM Baia Mare      | Centrul Sportiv Morača, Podgorica Asistență: 3.500 Arbitri: Opava, Válek |
| 10 aprilie 2016 19:00 | Neagu 10            | (13-14) | Abbingh, Vizitiu 5 | Centrul Sportiv Morača, Podgorica Asistență: 3.500 Arbitri: Opava, Válek |
| 10 aprilie 2016 19:00 | 4× 3×               | Cronica | 1× 3×              | Centrul Sportiv Morača, Podgorica Asistență: 3.500 Arbitri: Opava, Válek |

## Final four
Formatul final cu patru echipe (Final four) a fost găzduit de Sala Sporturilor László Papp din Budapesta, Ungaria, pe 7 și 8 mai 2016. Tragerea la sorți pentru distribuția în semifinale a avut loc la Budapesta, pe 15 aprilie, de la ora locală 11:00. Tot în aceeași zi a fost stabilită și ordinea meciurilor.
Arbitrii celor patru partide au fost anunțați pe 21 aprilie 2016.

### Schema
|  | Semifinalele      | Semifinalele  |                   |    | Finala | Finala |
|  |                   |               |                   |    |        |        |
|  | 7 mai (15:15 CET) |               |                   |    |        |        |
|  |                   |               |                   |    |        |        |
|  | ŽRK Budućnost     | 20            |                   |    |        |        |
|  | ŽRK Budućnost     | 20            | 8 mai (17:45 CET) |    |        |        |
|  | Győri Audi ETO KC | 21            |                   |    |        |        |
|  | Győri Audi ETO KC | 21            | Győri Audi ETO KC | 26 |        |        |
|  | 7 mai (17:45 CET) |               | Győri Audi ETO KC | 26 |        |        |
|  |                   | CSM București | 29                |    |        |        |
|  | CSM București     | CSM București | 29                | 27 |        |        |
|  | CSM București     |               |                   | 27 |        |        |
|  | ŽRK Vardar        | 21            |                   |    |        |        |
|  | ŽRK Vardar        | 21            | Locurile 3-4      |    |        |        |
|  |                   |               |                   |    |        |        |
|  | 8 mai (15:15 CET) |               |                   |    |        |        |
|  |                   |               |                   |    |        |        |
|  | ŽRK Vardar        | 30            |                   |    |        |        |
|  | ŽRK Vardar        | 30            |                   |    |        |        |
|  | ŽRK Budućnost     | 28            |                   |    |        |        |

### Semifinalele
| 7 mai 2016 15:15 | ŽRK Budućnost | 20 - 21 | Győri Audi ETO KC      | Sala Sporturilor László Papp, Budapesta Asistență: 11.000 Arbitri: Brkić, Jusufhodžić |
| 7 mai 2016 15:15 | Neagu 6       | (8-11)  | Groot, Løke, Sulland 4 | Sala Sporturilor László Papp, Budapesta Asistență: 11.000 Arbitri: Brkić, Jusufhodžić |
| 7 mai 2016 15:15 | 4× 3×         | Cronica | 4× 2×                  | Sala Sporturilor László Papp, Budapesta Asistență: 11.000 Arbitri: Brkić, Jusufhodžić |

| 7 mai 2016 17:45 | CSM București    | 27 - 21 | ŽRK Vardar | Sala Sporturilor László Papp, Budapesta Asistență: 10.000 Arbitri: Brehmer, Skowronek |
| 7 mai 2016 17:45 | Rodrigues Belo 5 | (14-9)  | Lekić 6    | Sala Sporturilor László Papp, Budapesta Asistență: 10.000 Arbitri: Brehmer, Skowronek |
| 7 mai 2016 17:45 | 3×               | Cronica | 2× 3×      | Sala Sporturilor László Papp, Budapesta Asistență: 10.000 Arbitri: Brehmer, Skowronek |

### Meciul pentru locurile 3-4
| 8 mai 2016 15:15 | ŽRK Vardar | 30 - 28 | ŽRK Budućnost | Sala Sporturilor László Papp, Budapesta Asistență: 11.000 Arbitri: Christiansen, Hansen |
| 8 mai 2016 15:15 | Penezić 7  | (14-16) | Neagu 8       | Sala Sporturilor László Papp, Budapesta Asistență: 11.000 Arbitri: Christiansen, Hansen |
| 8 mai 2016 15:15 | 1× 3×      | Cronica | 4× 3×         | Sala Sporturilor László Papp, Budapesta Asistență: 11.000 Arbitri: Christiansen, Hansen |

### Finala
| 8 mai 2016 17:45 | CSM București             | 29 - 26 (Prel.) | Győri Audi ETO KC | Sala Sporturilor László Papp, Budapesta Asistență: 12.000 Arbitri: Arntsen, Røen |
| 8 mai 2016 17:45 | Gulldén 15                | (13-12)         | Løke 8            | Sala Sporturilor László Papp, Budapesta Asistență: 12.000 Arbitri: Arntsen, Røen |
| 8 mai 2016 17:45 | 2× 3×                     | Cronica         | 3×                | Sala Sporturilor László Papp, Budapesta Asistență: 12.000 Arbitri: Arntsen, Røen |
| 8 mai 2016 17:45 | FT: 22-22 Prel.: 3-3, 4-1 |                 |                   | Sala Sporturilor László Papp, Budapesta Asistență: 12.000 Arbitri: Arntsen, Røen |